# Christian Gaty
Christian Gaty, pseudonyme de Christian Gatignol, né le 9 février 1925 à Bourg-en-Bresse et mort le 26 juillet 2019 à Paris 18e, est un dessinateur français de bandes dessinées. 
Dessinateur réaliste à l'aise aussi bien dans la bande dessinée historique que dans des œuvres plus contemporaines, il reste peu connu malgré une longue carrière qui l'a notamment conduit à créer Le Grêlé 7/13 et à reprendre Barbe-Rouge.

## Biographie
Il étudie à l'École nationale supérieure des beaux-arts. C'est en 1947 qu'il commence à utiliser le pseudonyme Gaty pour signer sa première série, Jack Tremble, dans Vaillant.
Élève de Raymond Poïvet, Gaty fonde en sa compagnie ainsi qu'avec Paul Derambure, Robert Gigi et Francis Josse un atelier situé 10, rue des Pyramides à Paris où au fil des ans de nombreux autres auteurs se forment. 
À partir de 1949, il adapte L'Atlantide de Pierre Benoit pour France-Soir, Le Forgeron de la Cour Dieu de Pierre Alexis de Ponson du Terrail pour Libération, et L'Étoile du Soir pour La Dépêche du Midi. De 1954 à 1959, il réalise de nombreuses autres adaptations de romans pour la collection « Mondial Aventures » de la Société parisienne d'édition. Durant la décennie 1950, il collabore également régulièrement aux hebdomadaires Coq hardi et Frimousse.
En 1959, il entame une longue collaboration avec Lucien Nortier qui les conduit à travailler dans Mireille, Le Journal de Mickey ou encore Vaillant.
Dans les années 1980, il réalise diverses œuvres de commande avant de succéder aux Belge Jijé et Victor Hubinon sur la série d'aventures maritimes Barbe-Rouge, dont il dessinée jusqu'en 1997 neuf albums sur des textes de Jean-Michel Charlier puis Jean Ollivier.
Il meurt le 26 juillet 2019 à Paris 18e et est enterré au cimetière de Larodde (Puy-de-Dôme).

## Œuvres

### Vaillant, puis Pif
- Jack Tremble
- Fanfan la Tulipe (bande dessinée), avec Jean Sanitas
- Robin des Bois, avec Jean Ollivier
- Le Grêlé 7/13, avec Roger Lécureux, 5 épisodes
- Cogan, avec Jean Ollivier
- Barbe-Rouge, avec J.-M. Charlier, Jean Ollivier, de 1982 à 1997

### Journal de Mickey
- Thierry la Fronde, avec Nortier
- Les Espadons, avec René Deynis, Denis Sérafini

### Vive l'Aventure
- Le Grêlé 7/13,  avec Roger Lécureux et Lucien NORTIER
- , 1 épisode

### Frimousse
- La chasseresse du roi, avec Jacques Francois, 1 épisode
- Diane de Fréville, scénario de Marijac,  Noir et blanc et couleurs alternées dans "Frimousse n°7", éditions MCL, Mars-Avril 1973, 1 épisode. Il s'agit de la suite de "La chasseresse du roi" alias la royaliste Diane de Fréville, racontant en fait l'histoire de sa sœur Jocelyne et de son action auprès de Napoléon à l'époque du Directoire
- Croisière sans escale, avec Marijac, 2 épisodes
- Juliette détective, avec Marijac, 10 épisodes

### Anouk
- Croisière sans escale, avec Marijac, 2 épisodes
- Croisière surprise, avec Marijac, 3 épisodes

### Larousse
- Histoire du Far-West

### Messidor/La Farandole
- Rossignol, un citoyen de la révolution, avec Jean Ollivier,  (ISBN 2-209-05994-1).